# Свадковский, Иван Фомич
Иван Фомич Свадковский (1895—1977) — советский учёный-педагог, академик АПН РСФСР (1945; член-корреспондент с 1944; президент 1946—1950), доктор педагогических наук, профессор (1935).
Основные работы — по методологическим проблемам педагогики, дидактике, вопросам воспитания, истории педагогики, подготовки учителей начальных классов.

## Биография
Родился 8 января (20 января по новому стилю) 1895 года в дер. Глупики (позже, дер. Мирная), ныне Могилёвской области Белоруссии, в семье Фомы Фомича и Марии Никодимовны Свадковских. Его отец состоял в должности лесничего.
Окончил Рогачёвскую учительскую семинарию (1914) и Академию коммунистического воспитания им. Н. К. Крупской (АКВ, 1924).
Педагогическую деятельность начал в 1914 году учителем приходской школы. Однако в 1916 году был призван в армию солдатом, через некоторое время был послан в школу прапорщиков, а уже через год был на Западном фронте младшим офицером. Вел просветительную и политическую работу среди солдат. В 1917 году был выбран в полковой комитет и в октябрьские дни солдатами полка был избран делегатом на Чрезвычайный съезд 11-й армии. После демобилизации, с марта 1918 года, был участником Гражданской войны. В качестве члена коллегии Нижегородского губвоенкомата вел работу по формированию первых полков Красной Армии. Во время служебной командировки на фронт вместе с группой военных работников в Казани был захвачен белогвардейцами в плен и посажен в тюрьму, откуда бежал. С конца 1918 года и до сентября 1919 — вел революционную работу в тылу у Колчака на нелегальном положении, занимая должность учителя в селе Веселовское Петропавловского уезда Акмолинской области. Позже перешел фронт и вновь включился в политическую работу в Красной Армии в качестве начальника просветотдела Западно-Сибирского военного округа.
В 1920-е годы, после окончания Академии коммунистического воспитания, занимался историко-педагогическими исследованиями. Самостоятельно изучил английский, немецкий и французский языки. В 1926 году прошёл годичную стажировку в США в Колумбийском университете для изучения школьного дела в Америке. С 1927 года вёл как преподавательскую, так и научно-исследовательскую работу в АКВ, НИИ планирования и организации народного образования Наркомпроса РСФСР (в 1931—1932 годах — его директор), в Институте научной педагогики в Ленинграде (в 1936—1938 годах — директор), НИИ теории и истории педагогики АПН РСФСР (в 1944—1946 годах — директор), МГПИ им. В. И. Ленина. В 1946—1950 годах — президент АПН РСФСР.
В 1953 году под редакцией Свадковского вышел основательно переработанный букварь С. П. Редозубова.
В 1960—1970-х годах разрабатывал вопросы подготовки учителя начальных классов, был одним из инициаторов создания в МГПИ кафедры педагогики начального обучения, составлял программы по педагогике начального обучения. В 1960—1964 гг. ответственный редактор журнала «Семья и школа».
Умер 24 сентября 1977 года в Москве. Согласно завещанию, на его могильной плите высечена короткая надпись: «Учитель И. Ф. Свадковский».

## Труды
Основные сочинения И. Ф. Свадковского:
- Методология, основы марксистско-ленинской педагогики, — М., 1931.
- Хрестоматия по истории педагогики, т. l, — M., 1938.
- Воспитание правдивости и честности у детей, — M., 1956.
- Воспитание трудолюбия у детей, — M., 1959.
- О культуре поведения советской молодежи, — M., 1959.
- Записки воспитателя, — M., 1963.
- Нравственное воспитание в семье, — M., 1977.